# 竹内正吾
竹内正吾（たけうち しょうご、1918年（大正7年）4月12日 - 1943年（昭和18年）12月21日）は、大日本帝国陸軍の軍人、戦闘機操縦者でエース・パイロット。最終階級は陸軍大尉。ニューギニア戦線でのトップエースとも言われる。

## 経歴
1918年（大正7年）4月12日、京都府に生まれる。1939年（昭和14年）9月、陸軍航空士官学校（第52期）を卒業、少尉に任官すると飛行第64戦隊に配属された。竹内は、戦隊長加藤建夫少佐や第3中隊長安間克巳大尉のもとで空中戦の技術を磨き、天性の才能にも恵まれて早くも戦隊の名手に成長、とくに射撃技術に長けていた。
太平洋戦争が開戦するとマレー、スマトラ、ジャワ航空戦に出動した。1942年（昭和17年）1月31日のシンガポール攻撃では、竹内中尉は護衛中の九七式重爆撃機隊を狙ったハリケーンMkⅡの編隊と交戦、短時間のうちに3機を撃墜して加藤戦隊長を感嘆させた。
1942年4月、新編成の飛行第68戦隊へ転属した。同年12月、竹内は第2中隊長に任命され、戦隊は新型三式戦闘機への機種転換、慣熟訓練を開始した。1943年（昭和18年）4月、戦隊はニューギニア戦線に投入されることになった。第2中隊はラバウルを経由して、6月にウェワク基地へ到着した。当初、三式戦闘機は故障が続出し遠距離進攻に難があったが、竹内は一度も中途で引き返すことなく、単機で爆撃隊の援護を完遂した事もあった。7月20日、第2中隊の5機が戦隊初の戦果として、それまで不落といわれたB-24をベナベナ上空で撃墜して部隊の士気を高めた。
1943年秋から連合軍の反攻作戦が開始されると、飛行第68戦隊も多くの犠牲を強いられるようになった。戦隊の幹部たちは次々に戦死したり、熱帯の疾病に倒れていった。竹内大尉は、時に戦隊長代理や第14飛行団の先任指揮官として休みなく出撃し戦果を上げていった。10月の迎撃戦で負傷し15日間入院することになったが、完治する前に退院して包帯を付けたまま作戦任務に復帰した。また竹内は、第64戦隊時代にあげた戦果を赤鷲型の撃墜マークにして、三式戦闘機の胴体に58個描きこんで出撃した。彼は士気の沈滞していたウェワク基地において、将兵の士気を奮い立たせる存在であった。
12月21日、ニューブリテン島南岸のマーカス岬に上陸した米軍を攻撃するため、竹内は九九式双発軽爆撃機9機編隊を護衛して出撃。P-47の大群と交戦し竹内は1機の撃墜を報告（米軍側に喪失記録無し）、窮地に陥っていた戦隊長・木村清少佐を救ったが、その間に竹内機は被弾した。単機離脱してニューギニアのハンサ前進基地に帰還したが、着陸直前にエンジンが停止してジャングルの樹木に衝突、残骸から引き出された竹内は3時間後に死亡した。
竹内は戦死後少佐に進級し、個人感状の授与が上申されたが実現しなかった。木村戦隊長が遺族に宛てた報告によれば、ニューギニアでの出撃回数約90回、撃墜数16機、不確実10数機で、加えて第64戦隊時代の撃墜・撃破は30機とされている。これらの戦果は協同撃墜も含むと推測され、確実撃墜は19機以上と推定されている。